# Julia Sears
Julia Sears (1840-1929) fue una educadora y sufragista estadounidense. En 1872 se convirtió en la primera mujer en los Estados Unidos en dirigir un colegio público, el Mankato Normal School, ahora la Universidad Estatal de Minessotta, sede Mankato. La Universidad recientemente bautizó una edificación con el nombre de Sears.
Se le reconoció por su franqueza a la hora de educar, lo que le trajo problemas debido a la controversia que generaban sus métodos, por lo que fue forzada a dejar la universidad. Sin embargo, muchos de sus estudiantes y habitantes de Mankato la apoyaron incondicionalmente, llevando a la expulsión de quienes ordenaron su retiro de la universidad, en lo que se conoció como la Rebelión Sears.
Luego tomó el puesto de profesora de matemáticas en la Peabody Normal School en la ciudad de Nashville, Tennessee. En Nashville, trabajó incansablemente por los derechos de la mujer, y en particular por el derecho del voto. Permaneció en Peabody hasta su retiro en 1907, y un retrato de ella, pintado en 1904, permanece todavía en la biblioteca de la institución.
En su fallecimiento, en el año 1929, el periódico de la facultad redactó: «Su precisión, su exactitud, su justicia, sus brillantes demostraciones, y, sobre todo, su habilidad para inspirar la ambición de todos aquellos a los que les enseñó, dejarán un legado en Peabody».